# Dobro pozjalovat!
Dobro pozjalovat! (russisk: Добро пожаловать!) er en sovjetisk animationsfilm fra 1986 af Aleksej Karajev.

## Medvirkende
- Anatolij Barantsev
- Aleksej Borzunov
- Jurij Volyntsev
- Ljudmila Gnilova
- Jevgenij Leonov